# Напад на Центральний банк Барселони

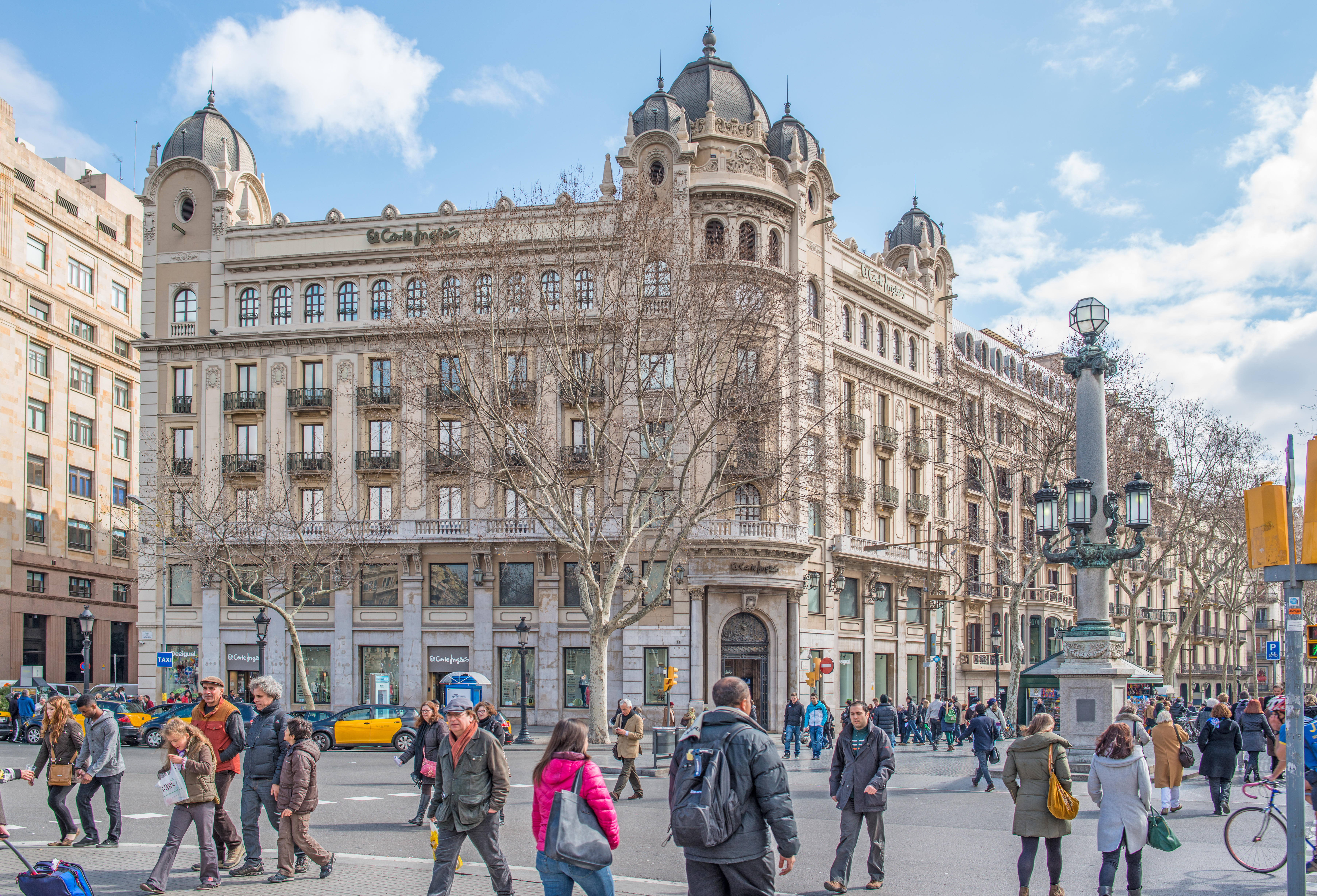
Будівля Центрального банку сьогодні.

Пограбування Центрального банку — це напад, який стався в штаб-квартирі Центрального банку Барселони ( Іспанія ) 23 травня 1981 року. Причини цього нападу до кінця не з'ясовані, гіпотези варіюються від спроби пограбування до отримання компрометуючих документів щодо подій 23F . Штурм призвів до викрадення близько трьохсот людей, робітників і перехожих, які перебували всередині будівлі під час штурму. Криза із захопленням заручників тривала 37 годин.

## Історичний контекст
Після спроби державного перевороту 23 лютого 1981 року, що сталася трьома місяцями раніше, Іспанія все ще намагалася оговтатися від шоку, спричиненого цією спробою зруйнувати демократію, яка почала зароджуватися після смерті диктатора Франсіско Франко. На той час прем’єр-міністром Іспанії був Леопольдо Кальво-Сотело, який був обраний через два дні після відомого засідання, під час якого і стався переворот 23F, а лідером опозиції був Феліпе Гонсалес.

## День штурму
Штурм розпочався в суботу, 23 травня, за кілька хвилин після дев’ятої ранку, у робочий день банківської установи. Штаб-квартира, розташована на той час за адресою площа Каталонії, 23, Барселона, займала семиповерхову будівлю і мала вихід на Рамбла-де-Барселона.
Щонайменше одинадцять осіб увійшли до будівлі під керівництвом Хосе Хуана Мартінеса Гомеса, відомого як «Ель Рубіо», взявши в заручники співробітників, клієнтів і перехожих. О 9:23 поліція отримала анонімне повідомлення про те, що банк було пограбовано. Пізніше, близько другої години дня, головні редакції барселонських газет отримали повідомлення, що в телефонній будці на площі Каталонії залишено записку. Журналісти газети Diario de Barcelona забрали цей документ. У записці, надрукованій іспанською мовою, висувалися вимоги до влади звільнити «чотирьох героїв 23 лютого та нашого сміливого підполковника Техеро», а також надати два літаки — один в аеропорт Барахас, інший у Ель-Праті — для забезпечення виїзду цих чотирьох військових і групи нападників, які перебувають у банку. Також був встановлений термін у 72 години з погрозою стратити 10 заручників одразу і по 5 щогодини. Уряд Іспанії, отримавши повідомлення, розглянув можливість причетності членів Цивільної гвардії до цієї операції й створив кризовий штаб у штаб-квартирі Банку Більбао, розташованій неподалік будівлі. Туди було направлено тодішнього генерального директора Громадянської гвардії, генерала Хосе Арамбуру Топете. Перше офіційне повідомлення уряду вказувало на гіпотезу, що напад був справою ультраправих. Тим часом як Техеро, так і Сан-Мартін через своїх адвокатів зробили заяви, виступаючи проти будь-яких спроб втягнути їх у цю справу.
Влада евакуювала площу Каталонії, верхню частину Рамблас, а також прилеглі будівлі.  Через кілька годин, приблизно о чверті на першу ночі, двох заручників евакуювали каретою швидкої допомоги, одного з них із вогнепальним пораненням. За кілька хвилин після цього відбувся перший обмін заручників на їжу. У перші години роботи кризового штабу розглядалася гіпотеза, що Гіль Санчес Вальєнте, ймовірний учасник недавнього державного перевороту, який зник безвісти відтоді, міг бути частиною цієї групи нападників. 
Опівдні та в другій половині дня нападники спробували втекти через тунель у підвалах будівлі, але це виявилося неможливим, оскільки камінь не піддавався інструментам, які вони мали з собою.  Побачивши, що початковий план втечі не працює, вони вирішили зробити купу банкнот. Тим часом переговори тривали. Після ночі евакуювали заручника, близько шостої ранку.  О десятій ранку до місця подій відправили військовий бронетранспортер з гучномовцем, через який передали повідомлення нападникам. У цей момент між бронетранспортером і нападниками почалася перестрілка.  Вранці відбулися нові обміни заручниками. Опівдні зустрілися цивільний губернатор Барселони та генеральний директор поліції .  Вранці сам ватажок грабіжників "Ель Рубіо" під захистом заручника вийшов і обійшов банк.
У неділю ввечері нападники почали переговори про капітуляцію. Однак о 19:55 снайпер ліквідував одного з нападників, який утримував заручника на даху будівлі. Його смерть викликала хвилю нервозності. Усе це призвело до того, що спецпідрозділ GEO (група спеціальних операцій поліції) увійшов через дах і почав просуватися вниз, поверх за поверхом. На той момент у будівлі все ще залишалося понад двісті заручників. Ель Рубіо вирішив, що заручники мають вийти разом із нападниками.  Після того як люди вийшли через двері, що ведуть на Рамблас, поліція наказала всім лягти на землю. За лічені хвилини дев’ятьох нападників було затримано.

## Наслідки
Результат штурму був відносно задовільним: один загиблий, один поранений, а також втеча одного з нападників. Після їх арешту виявилося, що нападники не мали жодного стосунку до політики чи Цивільної гвардії.  На пресконференції генерал Арамбуру, виступаючи від імені кризового штабу, назвав нападників «зграєю злодюжок, хуліганів і анархістів». У свою чергу, уряд, представлений Кальво-Сотело, дав неоднозначні відповіді на запитання парламентських груп. Нападників засудили до ув’язнення терміном від 30 до 40 років. 

## Мотивації
Офіційна позиція уряду після розв’язання ситуації з нападом полягала в тому, що це був простий злочин. Однак Хосе Хуан Мартінес Гомес, відомий як Ель Рубіо, в інтерв’ю 2009 року заявив, що його було завербовано двома особами. Одного звали Луїс, начальник таємних операцій CESID, інший — заступник директора з безпеки Еміліо Альонсо Маньяно.
За словами Ель Рубіо, його найняли для викрадення документів, що знаходилися в банку і, як йому сказали, серйозно загрожували безпеці та стабільності країни. За його твердженнями, ці документи містили інформацію про те, які генералітети будуть діяти, що Альфонсо Армада мав очолити уряд національної єдності після державного перевороту 23F, і що монархія була з цим згодна.
Під час першого виходу заручників їх могли б витягти. Однак капітан і заступник командира підрозділу GEO, Енріке Естебан, стверджує: "Якби заручники взяли щось із собою, це було б знайдено.

## У масовій культурі
- Напад на ЦБ, фільм 1983
- Напад на Центробанк, серіал Netflix 2024